# 12651 Frenkel
12651 Frenkel è un asteroide della fascia principale. Scoperto nel 1977, presenta un'orbita caratterizzata da un semiasse maggiore pari a 3,0785330 au e da un'eccentricità di 0,1195171, inclinata di 10,02175° rispetto all'eclittica.